# Carolina Ruiz Castillo
Carolina Verónica Ruiz Castillo (ur. 14 października 1981 w Osorno w Chile) – hiszpańska narciarka alpejska, dwukrotna medalistka mistrzostw świata juniorów.

## Kariera
Urodziła się w Chile, jednak kiedy miała 3 tygodnie, wraz z rodziną przeniosła się do Hiszpanii – w okolice Sierra Nevada. W wieku czterech lat rozpoczęła naukę jazdy na nartach. Na początku sezonu 1997/1998 została powołana do narodowej kadry B i wystąpiła w zawodach w slalomie i slalomie gigancie na szczeblu narodowym. Na mistrzostwach świata juniorów w Québecu w 2000 roku zdobyła srebrny medal w gigancie. Podczas rozgrywanych rok później mistrzostw świata juniorów w Verbier była trzecia w tej samej konkurencji.
W Pucharze Świata zadebiutowała 24 października 1998 roku w Sölden, gdzie nie zakwalifikowała się do drugiego przejazdu w gigancie. Pierwsze pucharowe punkty zdobyła 19 listopada 1999 roku w Copper Mountain, zajmując 18. miejsce w tej samej konkurencji. Pierwszy raz na podium zawodów tego cyklu stanęła 11 marca 2000 roku w Sestriere, kończąc rywalizację w gigancie na drugiej pozycji. W zawodach tych rozdzieliła Sonję Nef ze Szwajcarii i Austriaczkę Michaelę Dorfmeister. W kolejnych startach jeszcze jeden raz stanęła na podium: 23 lutego 2013 roku w Méribel zwyciężyła w zjeździe. Najlepsze wyniki osiągnęła w sezonie 2012/2013, który ukończyła na 22. pozycji w klasyfikacji generalnej.
W 2002 roku wystartowała na igrzyskach olimpijskich w Salt Lake City, gdzie zajęła 15. miejsce w supergigancie i 26. miejsce w slalomie. Startowała na trzech kolejnych edycjach tej imprezy, zajmując między innymi 15. miejsce w zjeździe podczas igrzysk olimpijskich w Vancouver w 2010 roku. Była też między innymi dziewiąta w supergigancie na mistrzostwach świata w Sankt Moritz w 2003 roku.
W 2015 roku zakończyła karierę.

## Osiągnięcia

### Igrzyska olimpijskie
| Miejsce | Dzień     | Rok  | Miejscowość    | Konkurencja | Czas biegu | Strata  | Zwycięzca                 |
| ------- | --------- | ---- | -------------- | ----------- | ---------- | ------- | ------------------------- |
| 15.     | 17 lutego | 2002 | Salt Lake City | Supergigant | 1:13,59    | +1,58   | Daniela Ceccarelli        |
| 26.     | 20 lutego | 2002 | Salt Lake City | Slalom      | 1:46,10    | +10,12  | Janica Kostelić           |
| DNF1    | 22 lutego | 2002 | Salt Lake City | Gigant      | 2:30,1     | -       | Janica Kostelić           |
| 30.     | 15 lutego | 2006 | Turyn          | Zjazd       | 1:56,49    | +4,60   | Michaela Dorfmeister      |
| 25.     | 18 lutego | 2006 | Turyn          | Kombinacja  | 2:51,08    | +9,85   | Janica Kostelić           |
| 30.     | 20 lutego | 2006 | Turyn          | Supergigant | 1:32,47    | +2,73   | Michaela Dorfmeister      |
| 20.     | 24 lutego | 2006 | Turyn          | Gigant      | 2:09,19    | +4,35   | Julia Mancuso             |
| 15.     | 17 lutego | 2010 | Vancouver      | Zjazd       | 1:44,19    | + 3,.43 | Lindsey Vonn              |
| 18.     | 20 lutego | 2010 | Vancouver      | Supergigant | 1:20,14    | +2,91   | Andrea Fischbacher        |
| 34.     | 25 lutego | 2010 | Vancouver      | Gigant      | 2:27,11    | +7,96   | Viktoria Rebensburg       |
| DNF     | 12 lutego | 2014 | Soczi          | Zjazd       | 1:41,57    | -       | Tina Maze Dominique Gisin |
| DNF     | 15 lutego | 2014 | Soczi          | Supergigant | 1:25,52    | -       | Anna Fenninger            |

### Mistrzostwa świata
| Miejsce | Dzień       | Rok  | Miejscowość       | Konkurencja     | Czas biegu | Strata | Zwyciężczyni          |
| ------- | ----------- | ---- | ----------------- | --------------- | ---------- | ------ | --------------------- |
| DNF1    | 11 lutego   | 1999 | Vail              | Gigant          | 2:08,54    | -      | Alexandra Meissnitzer |
| DNF2    | 13 lutego   | 1999 | Vail              | Slalom          | 1:33,97    | -      | Zali Steggall         |
| 25.     | 29 stycznia | 2001 | St. Anton         | Supergigant     | 1:23,44    | +1,63  | Régine Cavagnoud      |
| 21.     | 9 lutego    | 2001 | St. Anton         | Gigant          | 2:19,01    | +8,12  | Sonja Nef             |
| 9.      | 3 lutego    | 2003 | Sankt Moritz      | Supergigant     | 1:27,48    | + 0,98 | Michaela Dorfmeister  |
| 28.     | 9 lutego    | 2003 | Sankt Moritz      | Zjazd           | 1:34,30    | + 1,77 | Mélanie Turgeon       |
| 16.     | 10 lutego   | 2003 | Sankt Moritz      | Kombinacja      | 2:41,63    | + 6,82 | Janica Kostelić       |
| 16.     | 13 lutego   | 2003 | Sankt Moritz      | Gigant          | 2:30,97    | + 4,34 | Anja Pärson           |
| 15.     | 30 stycznia | 2005 | Santa Caterina    | Supergigant     | 1:17,64    | + 1,51 | Anja Pärson           |
| 21.     | 8 lutego    | 2005 | Santa Caterina    | Gigant          | 2:13,63    | + 3,41 | Anja Pärson           |
| 25.     | 6 lutego    | 2007 | Åre               | Supergigant     | 1:18,85    | + 3,01 | Anja Pärson           |
| DNS     | 9 lutego    | 2007 | Åre               | Superkombinacja | 1:57,69    | -      | Anja Pärson           |
| 20.     | 11 lutego   | 2007 | Åre               | Zjazd           | 1:26,89    | + 2,05 | Anja Pärson           |
| 37      | 13 lutego   | 2007 | Åre               | Gigant          | 2:31,72    | + 6,44 | Nicole Hosp           |
| 14.     | 3 lutego    | 2009 | Val d’Isère       | Supergigant     | 1:20,73    | + 2,64 | Lindsey Vonn          |
| DNS2    | 6 lutego    | 2009 | Val d’Isère       | Superkombinacja | 2:43,23    | -      | Kathrin Zettel        |
| 19.     | 9 lutego    | 2009 | Val d’Isère       | Zjazd           | 1:30,31    | +3,11  | Lindsey Vonn          |
| 26.     | 8 lutego    | 2011 | Ga-Pa             | Supergigant     | 1:23,82    | +3,93  | Elisabeth Görgl       |
| DNS1    | 11 lutego   | 2011 | Ga-Pa             | Superkombinacja | 2:43,23    | -      | Anna Fenninger        |
| 19.     | 13 lutego   | 2011 | Ga-Pa             | Zjazd           | 1:47,24    | +2,81  | Elisabeth Görgl       |
| 33.     | 17 lutego   | 2011 | Ga-Pa             | Gigant          | 2:20,54    | +6,37  | Tina Maze             |
| 20.     | 5 lutego    | 2013 | Schladming        | Supergigant     | 1:35,39    | + 2,19 | Tina Maze             |
| 15.     | 10 lutego   | 2013 | Schladming        | Zjazd           | 1:50,00    | +1,93  | Marion Rolland        |
| DNS2    | 14 lutego   | 2013 | Schladming        | Gigant          | 2:08,06    | -      | Tessa Worley          |
| 21.     | 3 lutego    | 2015 | Vail/Beaver Creek | Supergigant     | 1:10,29    | +2,42  | Anna Fenninger        |
| 23.     | 6 lutego    | 2015 | Vail/Beaver Creek | Zjazd           | 1:45,89    | +2,38  | Tina Maze             |

### Puchar Świata

#### Miejsca w klasyfikacji generalnej
- sezon 1999/2000: 71.
- sezon 2000/2001: 74.
- sezon 2001/2002: 104.
- sezon 2002/2003: 100.
- sezon 2003/2004: -
- sezon 2004/2005: 82.
- sezon 2005/2006: 100.
- sezon 2006/2007: 58.
- sezon 2007/2008: 35.
- sezon 2008/2009: 59.
- sezon 2009/2010: 86.
- sezon 2010/2011: 55.
- sezon 2011/2012: 63.
- sezon 2012/2013: 22.
- sezon 2013/2014: 48.
- sezon 2014/2015: 37.

#### Miejsca na podium w zawodach
1. Sestriere – 11 marca 2000 (gigant) – 2. miejsce
2. Méribel – 23 lutego 2013 (zjazd) – 1. miejsce